# Норт-Магонінг Тауншип (округ Індіана, Пенсільванія)
Норт-Магонінг Тауншип (англ. North Mahoning Township) — селище (англ. township) в США, в окрузі Індіана штату Пенсільванія. Населення — 1331 особа (2020).

## Демографія
Згідно з переписом 2010 року, у селищі мешкало 1428 осіб у 501 домогосподарстві у складі 368 родин. Було 578 помешкань
Расовий склад населення:
| - 98,7 % — білих - 0,1 % — корінних американців - 0,1 % — чорних або афроамериканців |

До двох чи більше рас належало 1,0 %. Частка іспаномовних становила 0,4 % від усіх жителів.
За віковим діапазоном населення розподілялося таким чином: 28,0 % — особи молодші 18 років, 56,9 % — особи у віці 18—64 років, 15,1 % — особи у віці 65 років та старші. Медіана віку мешканця становила 39,5 року. На 100 осіб жіночої статі у селищі припадало 97,5 чоловіків;  на 100 жінок у віці від 18 років та старших — 100,8 чоловіків також старших 18 років.
Середній дохід на одне домашнє господарство  становив 53 872 долари США (медіана — 40 227), а середній дохід на одну сім'ю — 56 207 доларів (медіана — 41 759). Медіана доходів становила 38 250 доларів для чоловіків та 30 962 долари для жінок. За межею бідності перебувало 24,2 % осіб, у тому числі 42,4 % дітей у віці до 18 років та 6,0 % осіб у віці 65 років та старших.
Цивільне працевлаштоване населення становило 560 осіб. Основні галузі зайнятості: освіта, охорона здоров'я та соціальна допомога — 18,4 %, виробництво — 13,9 %, сільське господарство, лісництво, риболовля — 13,8 %.